# Maria Theresia van Oostenrijk (1638-1683)

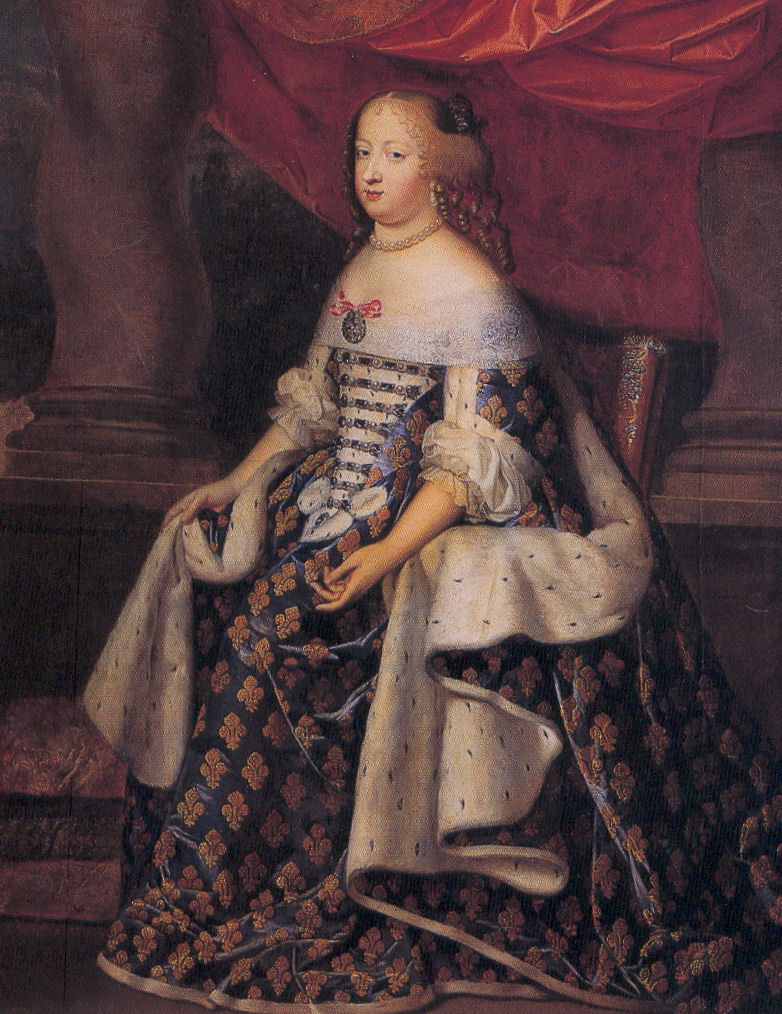
Koningin Maria Theresia

Maria Theresia van Oostenrijk, infante van Spanje, infante van Portugal, aartshertogin van Oostenrijk (Madrid, 10 september 1638 — Versailles, 30 juli 1683) was de eerste echtgenote van Lodewijk XIV van Frankrijk vanaf 1660 tot aan haar dood. In Frankrijk staat ze bekend als Marie-Thérèse d’Autriche of Maria Theresia van Oostenrijk, een verwijzing naar haar Habsburgse afkomst.

## Levensloop
Maria Theresia werd in 1638 geboren als de dochter van koning Filips IV van Spanje en Elisabeth van Frankrijk, ze was dus een infante van Spanje. Haar leven nam in 1660 een wending toen ze door haar vader werd uitgehuwelijkt aan de Franse vorst Lodewijk XIV, haar 'dubbele' volle neef (langs vaders- én moederszijde). Het politiek huwelijk was een idee van de Franse kardinaal Mazarin, die het als de bekroning zag van de Vrede van de Pyreneeën (1659). Het verdrag maakte namelijk een einde aan de slepende oorlog tussen Frankrijk en Spanje. In het vredesverdrag werd tevens de bepaling opgenomen dat zowel Maria Theresia als haar nakomelingen geen aanspraak konden maken op de Spaanse troon, in de hoop een nieuwe oorlog om erfopvolging te voorkomen. Het huwelijk vond op 9 juni 1660 met veel pracht en praal plaats in het Baskische kustplaatsje Saint-Jean-de-Luz.
Het gearrangeerde huwelijk was echter verre van gelukkig. Lodewijk had vóór het huwelijk nog gehoopt te kunnen trouwen met zijn eerste liefde Maria Mancini, een nichtje van Mazarin. Maria Theresia had haar echtgenoot pas drie dagen voor de huwelijksplechtigheid ontmoet op het Fazanteneiland, waar de vredesonderhandelingen plaatsvonden, en sprak amper een woord Frans bij haar aankomst in Frankrijk. Daar werd ze onder de hoede genomen door haar schoonmoeder en tante, de koningin-moeder Anna van Oostenrijk. Aan het hof werd ze bovendien het mikpunt van spot: Lodewijk raakte al gauw op zijn echtgenote uitgekeken en gaf de voorkeur aan een reeks maîtresses. Eerst deelde Louise de La Vallière het bed met de vorst, vervolgens Madame de Montespan, die Lodewijk zeven kinderen schonk. Tot vernedering van Maria Theresia deed de koning weinig moeite zijn minnaressen verborgen te houden; zijn affaires speelden zich open en bloot af aan het hof. Het volk sprak spottend van de ‘drie koninginnen’.
Maria Theresia liet zich echter niet uit het veld slaan; ze onderging de vernedering met opgeheven hoofd, in de wetenschap dat ze moest aanvaarden wat het huwelijk haar bracht. Ze gedroeg zich juist overdreven menslievend, deugdzaam en godsvruchtig. Ook Lodewijk speelde het spel mee door zich achter de hofetiquette te verschuilen. Hij at ’s avonds met haar, sliep met haar en converseerde met haar, alsof zijn maîtresses niet bestonden. Zolang Maria Theresia geen scène maakte kon ze, wat Lodewijk betrof, haar eigen gang gaan. Ze gaf dan ook overdreven grote sommen geld uit aan haar honden en haar zestal dwergen, die geregeld met haar dineerden. De Duitse prinses Elisabeth Charlotte van de Palts, echtgenote van Lodewijks enige broer Filips, en dus een schoonzus van Maria Theresia, geeft een nogal vilein beeld van haar:
...dat brave mens; ik moest vaak mijn lach inhouden als ik weer eens hoorde "Oh, ik ben gevallen!". Of toen ze naar het theater rende omdat ze schrik had dat er geen plaats meer zou zijn... Jammer van dat Spaanse accent dat ze na 25 jaar nog niet heeft kwijtgespeeld. Onnozel en bekrompen , maar o zo goed... en wat een majesteit heeft dit kleine mollige vrouwtje, dat de hele dag knabbelt en zich volgiet met chocolademelk met kaneel, en ondertussen met haar papegaaien praat...
Desalniettemin besefte Lodewijk dat hij een troonopvolger nodig had. Het echtpaar kreeg ondanks de gespannen relatie toch zes kinderen. Tot verdriet van Maria Theresia overleden vijf van hen op zeer jonge leeftijd. Alleen haar oudste zoon Lodewijk (ook wel le Grand Dauphin genoemd) overleefde zijn moeder.
Uiteindelijk schonk Lodewijk op aandringen van zijn maîtresse Madame de Maintenon meer aandacht aan Maria Theresia. Zijn minnares was tamelijk religieus; op aanraden van haar biechtvader spoorde ze Lodewijk aan zijn vrouw niet te verwaarlozen. Maria Theresia had geen politieke taken. Alleen in 1672 trad ze kortstondig op als regentes, toen Lodewijk een militaire campagne in de Nederlanden voerde.
Maria Theresia stierf plotseling in 1683; een goedaardige, maar slecht verzorgde tumor onder de arm was de doodsoorzaak. Op haar sterfbed uitte ze bedroefd haar laatste woorden: "Sinds ik koningin ben geweest, ben ik slechts één dag gelukkig geweest." Niemand aan het hof die echter wist welke dag ze bedoelde – het leek juist alsof ze geen enkele dag geluk had gekend. Zelfs Lodewijk was nauwelijks geraakt door haar overlijden. Enkele maanden na haar dood huwde hij in het geheim met Madame de Maintenon.
Van haar zes kinderen overleefde enkel Lodewijk zijn moeder. Hij was de kroonprins, maar overleed al in 1711, te vroeg om de Franse troon te bestijgen. Ook zijn eigen zoon Lodewijk overleed te vroeg, zodat Maria Theresia's achterkleinzoon in 1715 haar echtgenoot zou opvolgen als koning Lodewijk XV van Frankrijk. De troonsbestijging van haar kleinzoon Filips als Filips V van Spanje gaf aanleiding tot de Spaanse Successieoorlog.

## Varia
- Kort na de dood van de koningin ontstond er een hardnekkige legende, of roddel, dat zij in 1664 een mulattenmeisje zou gebaard hebben. Naargelang de versie, al dan niet een dochter van de koning. Men noemde het meisje de Mulattin van Moret ("la Mauresse de Moret" of "Mulatre de Moret").
- In 1673, toen Maria Theresia kortstondig optrad als regentes van Frankrijk, werd de van oorsprong Zuid-Nederlandse musicus en componist Henri Du Mont (ca. 1610-1684) benoemd tot Maître de musique de la Reine. In hetzelfde jaar veroverde Lodewijk XIV Maastricht, de stad waar Du Mont was opgeleid en waarmee hij intensieve contacten onderhield. Het is niet bekend hoe Du Mont met dit nieuws omging.

## Kinderen
1. Lodewijk van Frankrijk, dauphin van Frankrijk, (1 november 1661 - 14 april 1711), beter bekend als le Grand Dauphin;
2. Anne Elisabeth van Frankrijk (18 november 1662 - 30 december 1662);
3. Marie Anne van Frankrijk (16 november 1664 - 26 december 1664);
4. Marie Thérèse van Frankrijk, Madame Royale, (2 januari 1667 - 1 maart 1672);
5. Filips Karel van Frankrijk (5 augustus 1668 - 10 juli 1671), hertog van Anjou;
6. Lodewijk Frans van Frankrijk (14 juni 1672 - 4 november 1672), hertog van Anjou.

## Kwartierstaat (voorouders)
| Filips II van Spanje (1527–1598)       | Filips II van Spanje (1527–1598)       | Filips II van Spanje (1527–1598)       | Filips II van Spanje (1527–1598)       | Filips II van Spanje (1527–1598)       | Filips II van Spanje (1527–1598)       | Anna van Oostenrijk (1549-1580)   | Anna van Oostenrijk (1549-1580)   | Anna van Oostenrijk (1549-1580)   | Anna van Oostenrijk (1549-1580)   | Anna van Oostenrijk (1549-1580)  | Anna van Oostenrijk (1549-1580)  |                                  |                                  | Karel II van Oostenrijk (1540-1590) | Karel II van Oostenrijk (1540-1590) | Karel II van Oostenrijk (1540-1590)   | Karel II van Oostenrijk (1540-1590)   | Karel II van Oostenrijk (1540-1590)   | Karel II van Oostenrijk (1540-1590)   | Maria Anna van Beieren (1551-1608)    | Maria Anna van Beieren (1551-1608)    | Maria Anna van Beieren (1551-1608) | Maria Anna van Beieren (1551-1608) | Maria Anna van Beieren (1551-1608) | Maria Anna van Beieren (1551-1608) |                              |                              | Anton van Bourbon (1518-1562) | Anton van Bourbon (1518-1562) | Anton van Bourbon (1518-1562) | Anton van Bourbon (1518-1562) | Anton van Bourbon (1518-1562)          | Anton van Bourbon (1518-1562)          | Johanna van Albret (1528-1572)         | Johanna van Albret (1528-1572)         | Johanna van Albret (1528-1572)         | Johanna van Albret (1528-1572)         | Johanna van Albret (1528-1572)      | Johanna van Albret (1528-1572)      |                                           |                                           | Francesco I de' Medici (1541-1587)        | Francesco I de' Medici (1541-1587)        | Francesco I de' Medici (1541-1587)        | Francesco I de' Medici (1541-1587)        | Francesco I de' Medici (1541-1587) | Francesco I de' Medici (1541-1587) | Johanna van Oostenrijk (1547-1578) | Johanna van Oostenrijk (1547-1578) | Johanna van Oostenrijk (1547-1578) | Johanna van Oostenrijk (1547-1578) | Johanna van Oostenrijk (1547-1578) | Johanna van Oostenrijk (1547-1578) |  |  |  |  |  |  |  |  |  |  |  |  |  |  |  |  |  |  |  |  |  |  |  |  |  |  |  |  |  |  |  |  |  |  |  |  |  |  |  |  |  |  |  |  |  |  |  |  |
| Filips II van Spanje (1527–1598)       | Filips II van Spanje (1527–1598)       | Filips II van Spanje (1527–1598)       | Filips II van Spanje (1527–1598)       | Filips II van Spanje (1527–1598)       | Filips II van Spanje (1527–1598)       | Anna van Oostenrijk (1549-1580)   | Anna van Oostenrijk (1549-1580)   | Anna van Oostenrijk (1549-1580)   | Anna van Oostenrijk (1549-1580)   | Anna van Oostenrijk (1549-1580)  | Anna van Oostenrijk (1549-1580)  |                                  |                                  | Karel II van Oostenrijk (1540-1590) | Karel II van Oostenrijk (1540-1590) | Karel II van Oostenrijk (1540-1590)   | Karel II van Oostenrijk (1540-1590)   | Karel II van Oostenrijk (1540-1590)   | Karel II van Oostenrijk (1540-1590)   | Maria Anna van Beieren (1551-1608)    | Maria Anna van Beieren (1551-1608)    | Maria Anna van Beieren (1551-1608) | Maria Anna van Beieren (1551-1608) | Maria Anna van Beieren (1551-1608) | Maria Anna van Beieren (1551-1608) |                              |                              | Anton van Bourbon (1518-1562) | Anton van Bourbon (1518-1562) | Anton van Bourbon (1518-1562) | Anton van Bourbon (1518-1562) | Anton van Bourbon (1518-1562)          | Anton van Bourbon (1518-1562)          | Johanna van Albret (1528-1572)         | Johanna van Albret (1528-1572)         | Johanna van Albret (1528-1572)         | Johanna van Albret (1528-1572)         | Johanna van Albret (1528-1572)      | Johanna van Albret (1528-1572)      |                                           |                                           | Francesco I de' Medici (1541-1587)        | Francesco I de' Medici (1541-1587)        | Francesco I de' Medici (1541-1587)        | Francesco I de' Medici (1541-1587)        | Francesco I de' Medici (1541-1587) | Francesco I de' Medici (1541-1587) | Johanna van Oostenrijk (1547-1578) | Johanna van Oostenrijk (1547-1578) | Johanna van Oostenrijk (1547-1578) | Johanna van Oostenrijk (1547-1578) | Johanna van Oostenrijk (1547-1578) | Johanna van Oostenrijk (1547-1578) |  |  |  |  |  |  |  |  |  |  |  |  |  |  |  |  |  |  |  |  |  |  |  |  |  |  |  |  |  |  |  |  |  |  |  |  |  |  |  |  |  |  |  |  |  |  |  |  |
|                                        |                                        |                                        |                                        |                                        |                                        |                                   |                                   |                                   |                                   |                                  |                                  |                                  |                                  |                                     |                                     |                                       |                                       |                                       |                                       |                                       |                                       |                                    |                                    |                                    |                                    |                              |                              |                               |                               |                               |                               |                                        |                                        |                                        |                                        |                                        |                                        |                                     |                                     |                                           |                                           |                                           |                                           |                                           |                                           |                                    |                                    |                                    |                                    |                                    |                                    |                                    |                                    |  |  |  |  |  |  |  |  |  |  |  |  |  |  |  |  |  |  |  |  |  |  |  |  |  |  |  |  |  |  |  |  |  |  |  |  |  |  |  |  |  |  |  |  |  |  |  |  |
|                                        |                                        |                                        |                                        | Filips III van Spanje (1578-1621)      | Filips III van Spanje (1578-1621)      | Filips III van Spanje (1578-1621) | Filips III van Spanje (1578-1621) | Filips III van Spanje (1578-1621) | Filips III van Spanje (1578-1621) |                                  |                                  |                                  |                                  |                                     |                                     | Margaretha van Oostenrijk (1584-1611) | Margaretha van Oostenrijk (1584-1611) | Margaretha van Oostenrijk (1584-1611) | Margaretha van Oostenrijk (1584-1611) | Margaretha van Oostenrijk (1584-1611) | Margaretha van Oostenrijk (1584-1611) |                                    |                                    |                                    |                                    |                              |                              |                               |                               |                               |                               | Hendrik IV van Frankrijk (1553-1610)   | Hendrik IV van Frankrijk (1553-1610)   | Hendrik IV van Frankrijk (1553-1610)   | Hendrik IV van Frankrijk (1553-1610)   | Hendrik IV van Frankrijk (1553-1610)   | Hendrik IV van Frankrijk (1553-1610)   |                                     |                                     |                                           |                                           |                                           |                                           | Maria de' Medici (1575-1642)              | Maria de' Medici (1575-1642)              | Maria de' Medici (1575-1642)       | Maria de' Medici (1575-1642)       | Maria de' Medici (1575-1642)       | Maria de' Medici (1575-1642)       |                                    |                                    |                                    |                                    |  |  |  |  |  |  |  |  |  |  |  |  |  |  |  |  |  |  |  |  |  |  |  |  |  |  |  |  |  |  |  |  |  |  |  |  |  |  |  |  |  |  |  |  |  |  |  |  |
|                                        |                                        |                                        |                                        | Filips III van Spanje (1578-1621)      | Filips III van Spanje (1578-1621)      | Filips III van Spanje (1578-1621) | Filips III van Spanje (1578-1621) | Filips III van Spanje (1578-1621) | Filips III van Spanje (1578-1621) |                                  |                                  |                                  |                                  |                                     |                                     | Margaretha van Oostenrijk (1584-1611) | Margaretha van Oostenrijk (1584-1611) | Margaretha van Oostenrijk (1584-1611) | Margaretha van Oostenrijk (1584-1611) | Margaretha van Oostenrijk (1584-1611) | Margaretha van Oostenrijk (1584-1611) |                                    |                                    |                                    |                                    |                              |                              |                               |                               |                               |                               | Hendrik IV van Frankrijk (1553-1610)   | Hendrik IV van Frankrijk (1553-1610)   | Hendrik IV van Frankrijk (1553-1610)   | Hendrik IV van Frankrijk (1553-1610)   | Hendrik IV van Frankrijk (1553-1610)   | Hendrik IV van Frankrijk (1553-1610)   |                                     |                                     |                                           |                                           |                                           |                                           | Maria de' Medici (1575-1642)              | Maria de' Medici (1575-1642)              | Maria de' Medici (1575-1642)       | Maria de' Medici (1575-1642)       | Maria de' Medici (1575-1642)       | Maria de' Medici (1575-1642)       |                                    |                                    |                                    |                                    |  |  |  |  |  |  |  |  |  |  |  |  |  |  |  |  |  |  |  |  |  |  |  |  |  |  |  |  |  |  |  |  |  |  |  |  |  |  |  |  |  |  |  |  |  |  |  |  |
|                                        |                                        |                                        |                                        |                                        |                                        |                                   |                                   |                                   |                                   | Filips IV van Spanje (1605-1665) | Filips IV van Spanje (1605-1665) | Filips IV van Spanje (1605-1665) | Filips IV van Spanje (1605-1665) | Filips IV van Spanje (1605-1665)    | Filips IV van Spanje (1605-1665)    |                                       |                                       |                                       |                                       |                                       |                                       |                                    |                                    |                                    |                                    |                              |                              |                               |                               |                               |                               |                                        |                                        |                                        |                                        |                                        |                                        | Elisabeth van Frankrijk (1602-1644) | Elisabeth van Frankrijk (1602-1644) | Elisabeth van Frankrijk (1602-1644)       | Elisabeth van Frankrijk (1602-1644)       | Elisabeth van Frankrijk (1602-1644)       | Elisabeth van Frankrijk (1602-1644)       |                                           |                                           |                                    |                                    |                                    |                                    |                                    |                                    |                                    |                                    |  |  |  |  |  |  |  |  |  |  |  |  |  |  |  |  |  |  |  |  |  |  |  |  |  |  |  |  |  |  |  |  |  |  |  |  |  |  |  |  |  |  |  |  |  |  |  |  |
|                                        |                                        |                                        |                                        |                                        |                                        |                                   |                                   |                                   |                                   | Filips IV van Spanje (1605-1665) | Filips IV van Spanje (1605-1665) | Filips IV van Spanje (1605-1665) | Filips IV van Spanje (1605-1665) | Filips IV van Spanje (1605-1665)    | Filips IV van Spanje (1605-1665)    |                                       |                                       |                                       |                                       |                                       |                                       |                                    |                                    |                                    |                                    |                              |                              |                               |                               |                               |                               |                                        |                                        |                                        |                                        |                                        |                                        | Elisabeth van Frankrijk (1602-1644) | Elisabeth van Frankrijk (1602-1644) | Elisabeth van Frankrijk (1602-1644)       | Elisabeth van Frankrijk (1602-1644)       | Elisabeth van Frankrijk (1602-1644)       | Elisabeth van Frankrijk (1602-1644)       |                                           |                                           |                                    |                                    |                                    |                                    |                                    |                                    |                                    |                                    |  |  |  |  |  |  |  |  |  |  |  |  |  |  |  |  |  |  |  |  |  |  |  |  |  |  |  |  |  |  |  |  |  |  |  |  |  |  |  |  |  |  |  |  |  |  |  |  |
|                                        |                                        |                                        |                                        |                                        |                                        |                                   |                                   |                                   |                                   |                                  |                                  |                                  |                                  |                                     |                                     |                                       |                                       |                                       |                                       |                                       |                                       |                                    |                                    |                                    |                                    |                              |                              |                               |                               |                               |                               |                                        |                                        |                                        |                                        |                                        |                                        |                                     |                                     |                                           |                                           |                                           |                                           |                                           |                                           |                                    |                                    |                                    |                                    |                                    |                                    |                                    |                                    |  |  |  |  |  |  |  |  |  |  |  |  |  |  |  |  |  |  |  |  |  |  |  |  |  |  |  |  |  |  |  |  |  |  |  |  |  |  |  |  |  |  |  |  |  |  |  |  |
|                                        |                                        |                                        |                                        |                                        |                                        |                                   |                                   |                                   |                                   |                                  |                                  |                                  |                                  |                                     |                                     |                                       |                                       |                                       |                                       |                                       |                                       |                                    |                                    |                                    |                                    |                              |                              |                               |                               |                               |                               |                                        |                                        |                                        |                                        |                                        |                                        |                                     |                                     |                                           |                                           |                                           |                                           |                                           |                                           |                                    |                                    |                                    |                                    |                                    |                                    |                                    |                                    |  |  |  |  |  |  |  |  |  |  |  |  |  |  |  |  |  |  |  |  |  |  |  |  |  |  |  |  |  |  |  |  |  |  |  |  |  |  |  |  |  |  |  |  |  |  |  |  |
| Marie Margarita van Spanje (1621-1621) | Marie Margarita van Spanje (1621-1621) | Marie Margarita van Spanje (1621-1621) | Marie Margarita van Spanje (1621-1621) | Marie Margarita van Spanje (1621-1621) | Marie Margarita van Spanje (1621-1621) |                                   |                                   | Margarita Catalina (1623-1623)    | Margarita Catalina (1623-1623)    | Margarita Catalina (1623-1623)   | Margarita Catalina (1623-1623)   | Margarita Catalina (1623-1623)   | Margarita Catalina (1623-1623)   |                                     |                                     | Maria Eugenia van Spanje (1625-1627)  | Maria Eugenia van Spanje (1625-1627)  | Maria Eugenia van Spanje (1625-1627)  | Maria Eugenia van Spanje (1625-1627)  | Maria Eugenia van Spanje (1625-1627)  | Maria Eugenia van Spanje (1625-1627)  |                                    |                                    | Isabella Theresa (1627-1627)       | Isabella Theresa (1627-1627)       | Isabella Theresa (1627-1627) | Isabella Theresa (1627-1627) | Isabella Theresa (1627-1627)  | Isabella Theresa (1627-1627)  |                               |                               | Balthasar Karel van Spanje (1629-1646) | Balthasar Karel van Spanje (1629-1646) | Balthasar Karel van Spanje (1629-1646) | Balthasar Karel van Spanje (1629-1646) | Balthasar Karel van Spanje (1629-1646) | Balthasar Karel van Spanje (1629-1646) |                                     |                                     | Maria Theresia van Oostenrijk (1638-1683) | Maria Theresia van Oostenrijk (1638-1683) | Maria Theresia van Oostenrijk (1638-1683) | Maria Theresia van Oostenrijk (1638-1683) | Maria Theresia van Oostenrijk (1638-1683) | Maria Theresia van Oostenrijk (1638-1683) |                                    |                                    | 1 broer en 1 zuster                | 1 broer en 1 zuster                | 1 broer en 1 zuster                | 1 broer en 1 zuster                | 1 broer en 1 zuster                | 1 broer en 1 zuster                |  |  |  |  |  |  |  |  |  |  |  |  |  |  |  |  |  |  |  |  |  |  |  |  |  |  |  |  |  |  |  |  |  |  |  |  |  |  |  |  |  |  |  |  |  |  |  |  |